# Córki
Córki, Trzy Córki – trzy stojące obok siebie skały na wzniesieniu Kołoczek w miejscowości Kroczyce w województwie śląskim, w powiecie zawierciańskim, w gminie Kroczyce. Znajdują się po północno-zachodniej stronie skały Mama. Ich lokalizację wskazuje mapa wzgórza Kołoczek i Góry Zborów, zamontowana przy wejściu do rezerwatu przyrody Góra Zborów. Wzniesienie Kołoczek należy do tzw. Skał Kroczyckich i znajduje się w obrębie rezerwatu przyrody Góra Zborów na Wyżynie Częstochowskiej. Na internetowym portalu wspinaczkowym skały Córki, Mama i Tata opisywane są razem jako Córki, Mama i Tata.
Córki to wapienne skały o wysokości 16 m, znajdujące się w lesie w północnej części wzniesienia Kołoczek, przez wspinaczy skalnych nazywanego Górą Kołoczek. Mają połogie, pionowe lub przewieszone ściany. Występują w nich takie formacje skalne jak filar, komin i zacięcie. Ściany wspinaczkowe o wystawie zachodniej, północno-zachodniej, północno-wschodniej, wschodniej i południowo-wschodniej.

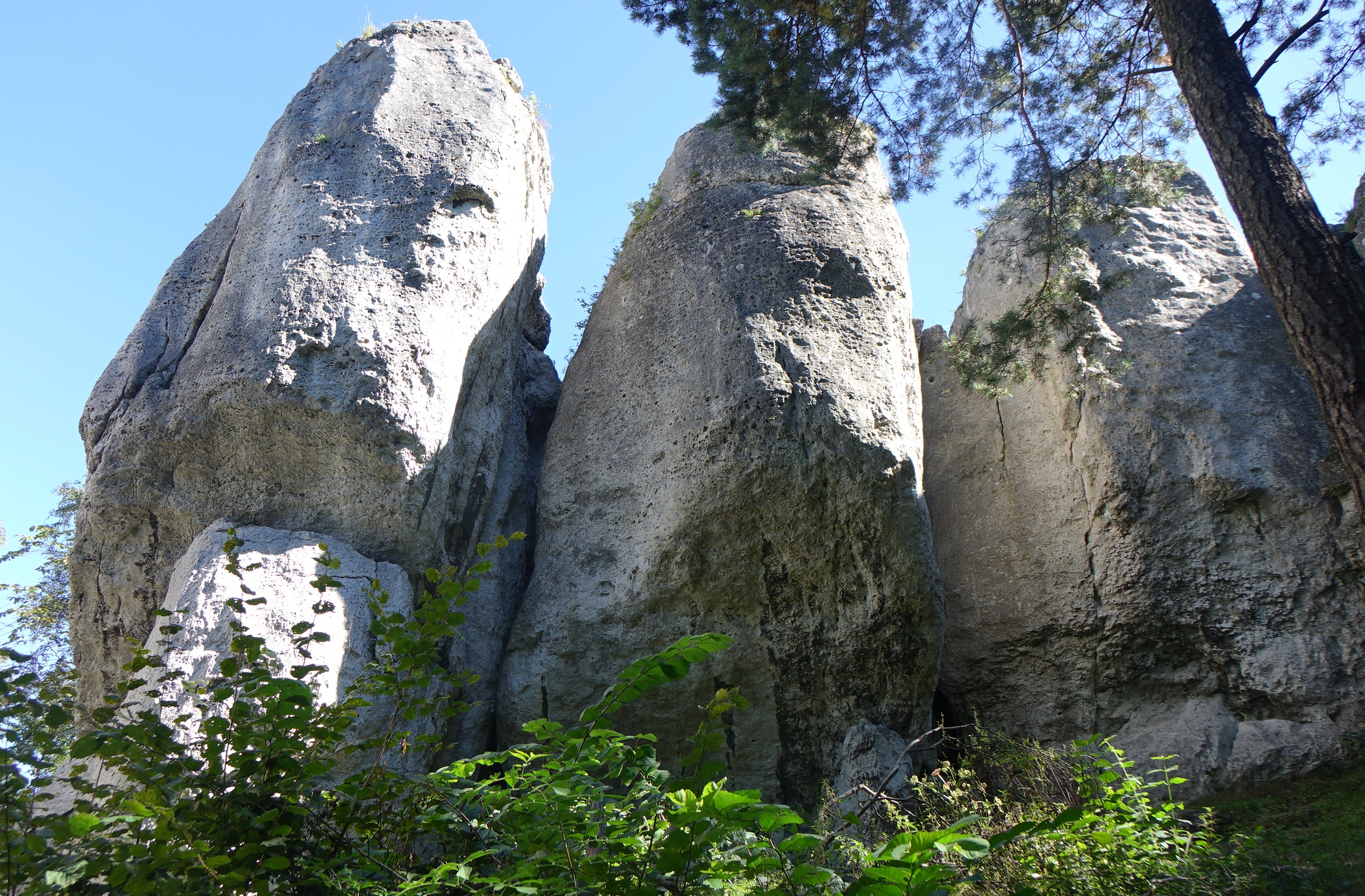
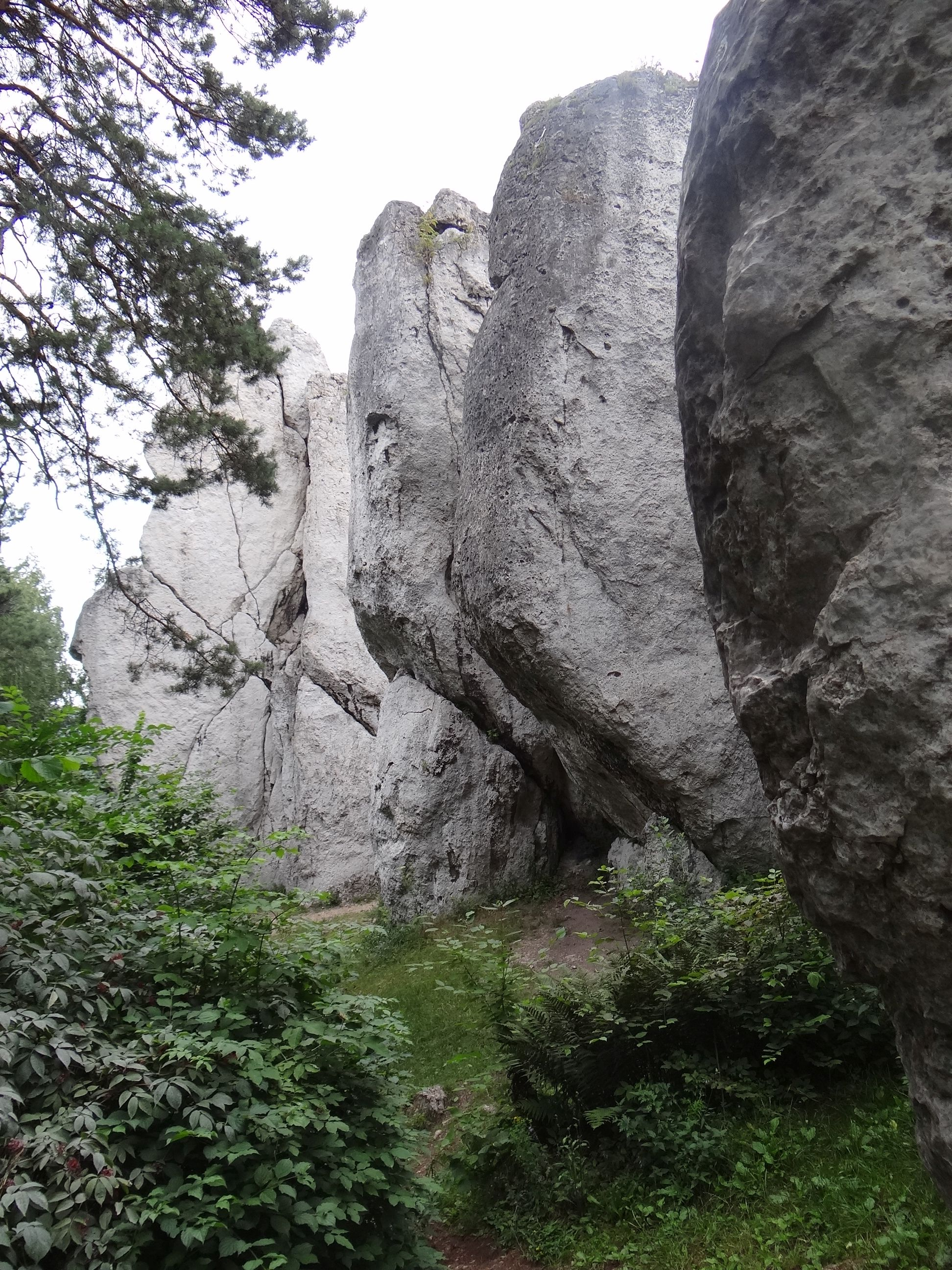
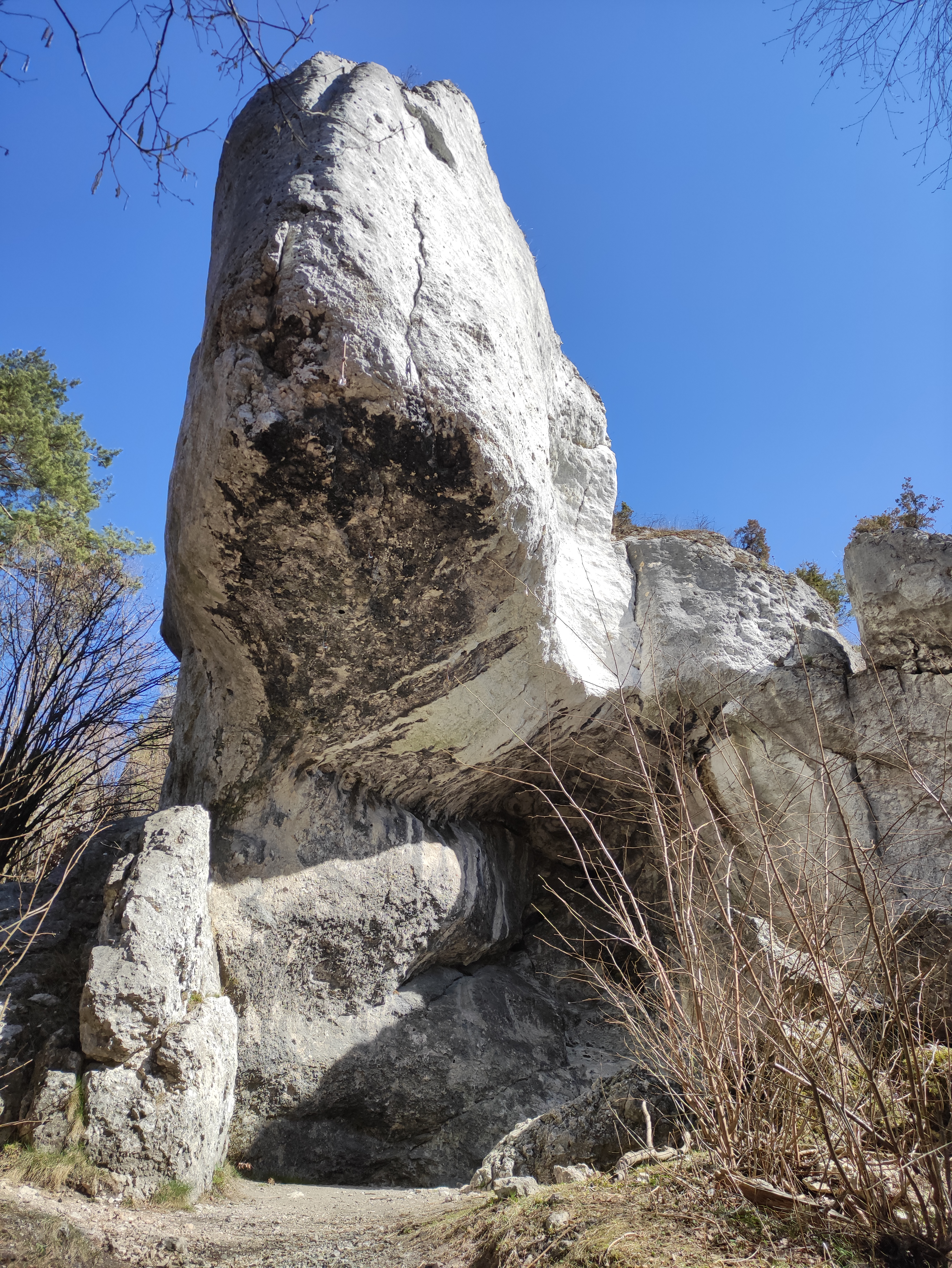
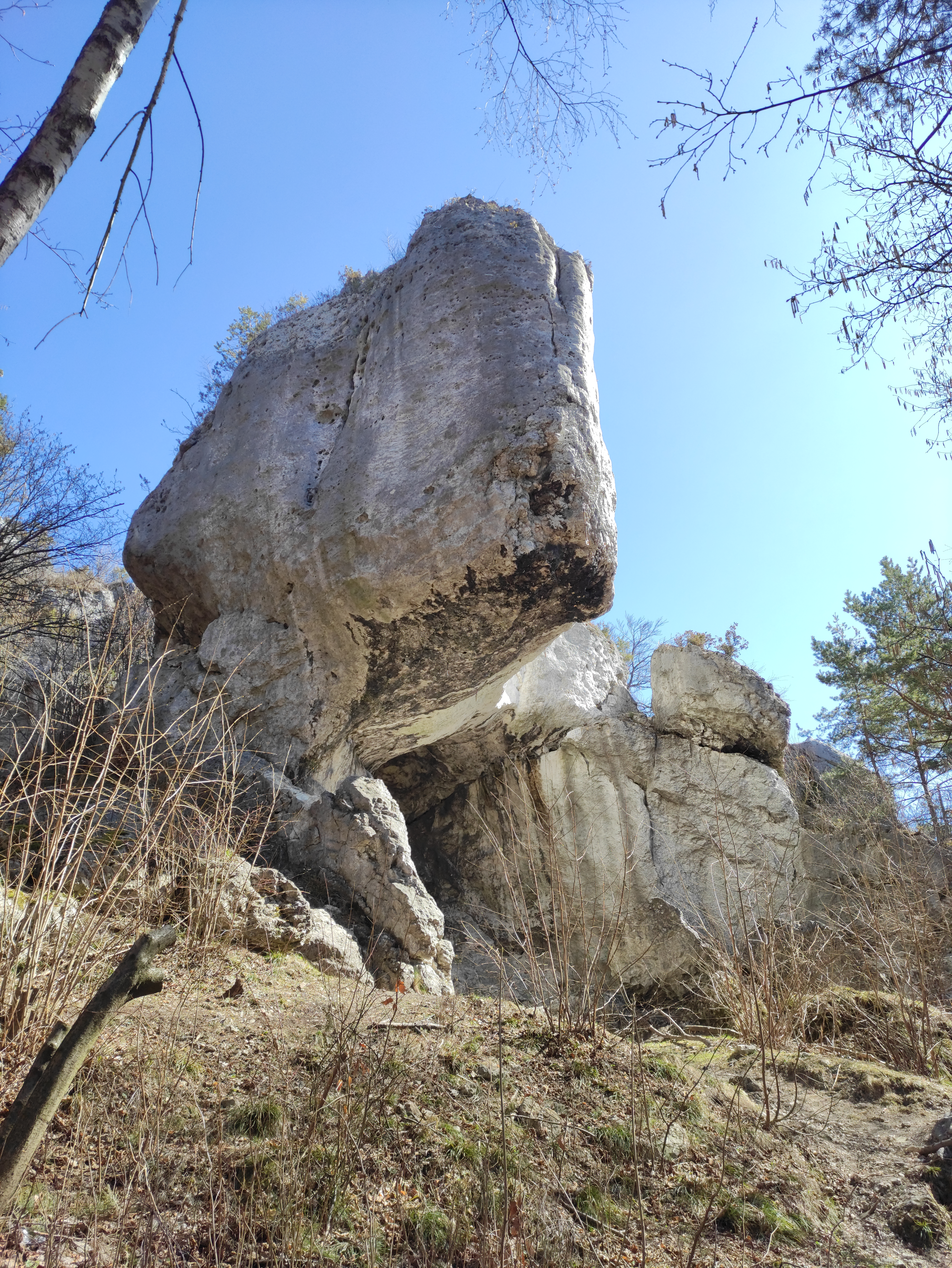
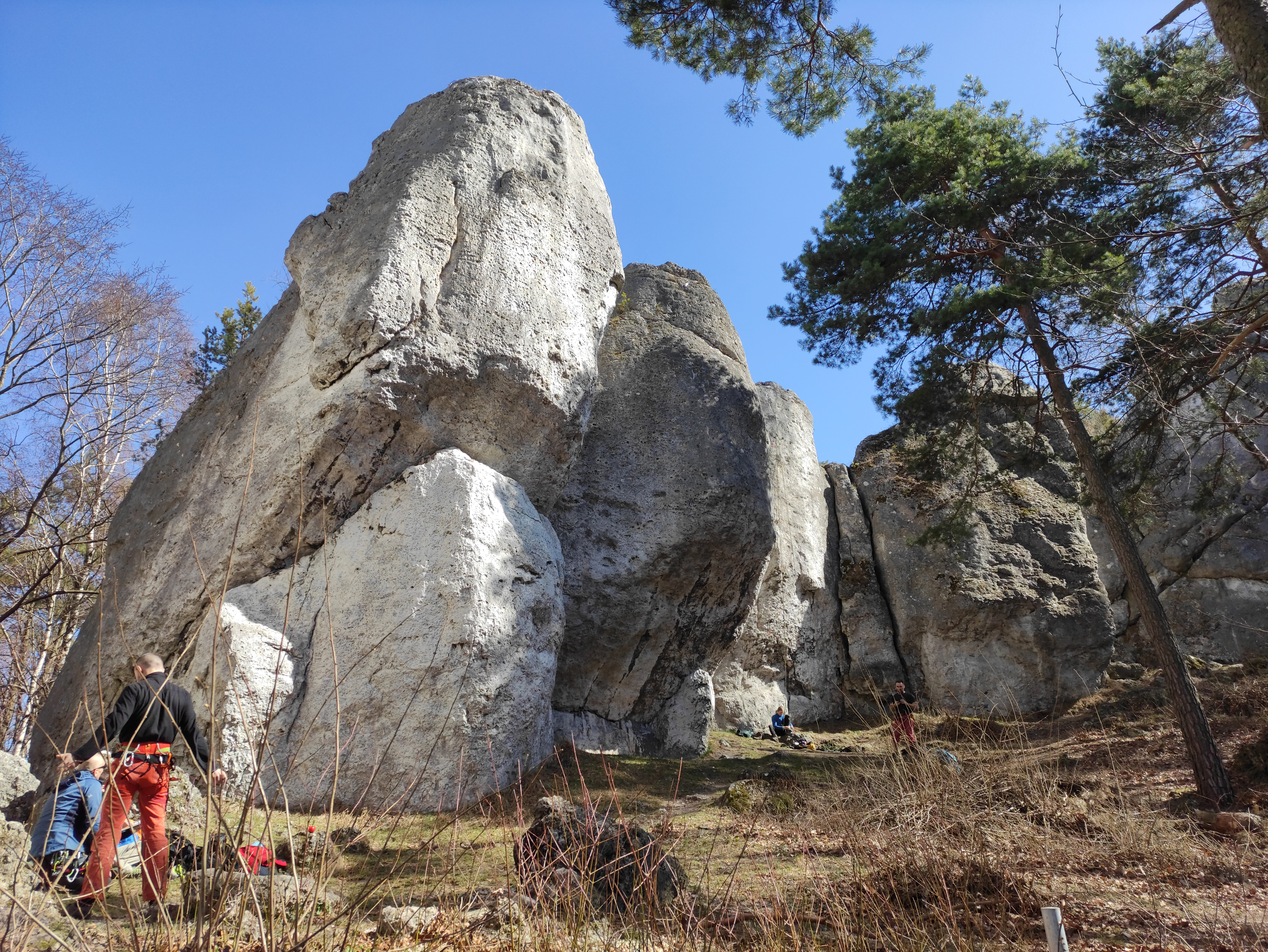
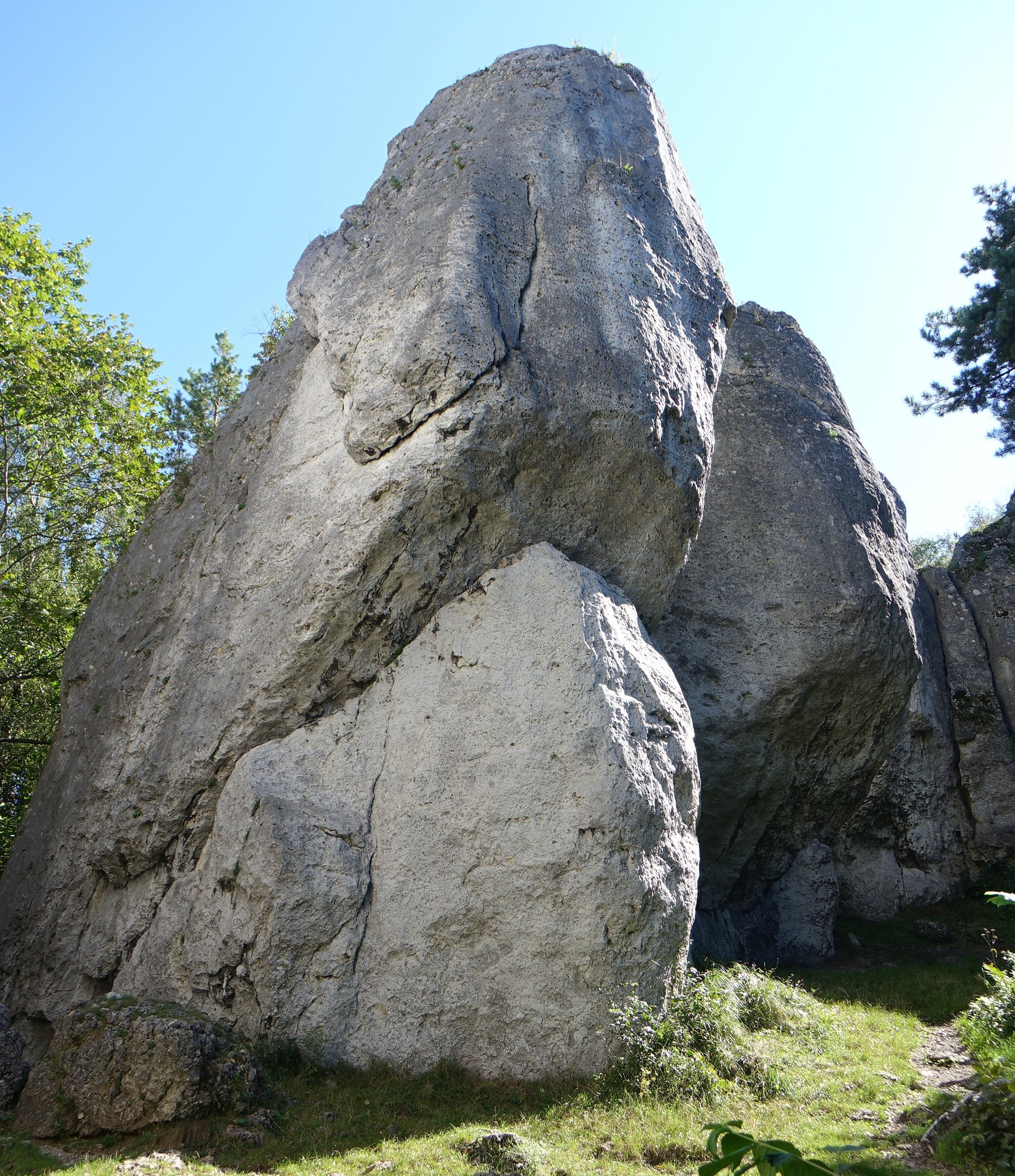

## Drogi wspinaczkowe
Na Córkach są 24 drogi wspinaczkowe o trudności od III do VI.6 w skali Kurtyki. Obok łatwych dróg, na których mogą trenować kursanci, znajdują się tutaj również drogi ekstremalnie trudne dla wspinaczy o zacięciu sportowym. Niemal wszystkie mają zamontowane stałe punkty asekuracyjne: ringi (r), stanowisko zjazdowe (st) lub dwa ringi zjazdowe (drz). Skały o dużej popularności wśród wspinaczy skałkowych.

Córki I
1. Fijałkowski; 4r + st, VI+, 11 m
2. Gorąca rysa; V, 15 m
3. Jasiówka; 5r + st, VI.1, 15 m
4. Droga Wolfa; 6r + st, VI.1, 15 m
5. Polak potrafi; 5r + st, VI.1+, 15 m
6. Polak musi; 5r + st, VI.3+, 15 m
7. Między nami Polakami; 6r + st, VI.3+/4, 15 m
8. Między nami Polakami wprost; 6r + st, VI.4/4+, 15 m

Córki II
1. Polak ty chuju; 4r + st, VI.4+, 15 m
2. Żabi komin; III, 12 m
3. Krok defiladowy; 4r + st, VI.4+, 15 m
4. Wakacje z dupami; 4r + st, VI.6, 14 m
5. Musztra; 5r + st, VI.5, 15 m
6. Marsz Radeckiego; 5r + 1s + st, VI.7, 15 m
7. Porozmawiajmy o kobietach; 5r + st, VI.4+, 15 m
8. Prostowanie dwoje na huśtawce; 5r + st, VI.5+, 15 m
9. Dwoje na huśtawce; 4r + st, VI.5, 15 m

Córki III
1. Tyranozaurus Rex; 4r + st, VI.7, 15 m
2. Filar Gromka; 5r + st, VI.3, 16 m
3. Komin Hareczka; VI, 12 m
4. Zwiastun burzy; 3r + st, VI.3+, 11 m
5. Krakowskie pieczywko wprost; 5r + st, VI.3, 14 m
6. Krakowskie pieczywo; 2, VI.1+, 12 m
7. Rewolwery do wynajęcia; 4r + st, VI.5+/6 14 m[5].